# Плейденвурф, Вильгельм
Вильгельм Плейденвурф (нем. Wilhelm Pleydenwurff, ок. 1460, Нюрнберг — 1494, там же) — немецкий художник, мастер гравюры по дереву.

## Биография
Вильгельм Плейденвурф родился в 1460 году в Нюрнберге и был членом большой семьи художников Плейденвурфов. Отец Вильгельма и двух его старших братьев, известный художник Ганс Плейденвурф (ок. 1420—1472) переехал в Нюрнберг из Бамберга. Ганс не был единственным из старших членов семьи. Под 1432 годом упоминается Фриц Плейденвурф, как живописец в Бамберге (тогда как Ганс Плейденвурф в том же качестве упомянут в 1435 году). Ганс Плейденвурф получал общественные заказы в 1447 году, и уже с 1457 года владел большой живописной мастерской в Нюрнберге .
В 1472 году, после смерти отца, Вильгельм стал совладельцем мастерской вместе со своим отчимом, художником Михаэлем Вольгемутом (1434—1519), женившимся на его матери в том же году. С Вольгемутом Вильгельм Плейденвурф оставался связан на протяжении всей своей короткой жизни. Михаэль Вольгемут был учителем Альбрехта Дюрера.
Впервые имя Вильгельма Плейденвурфа было упомянуто в 1482–1483 годах: это было предупреждение молодому Вильгельму о недопустимости рисовать оружие (к этому времени он уже должен был быть подмастерьем).
В 1487–1488 и в 1491–1493 годах он вместе со своим отчимом Михаэлем Вольгемутом на равных правах участвовал в большом заказе над иллюстрациями ко «Всемирной хронике» Гартмана Шеделя (Нюрнберг, 1493). Различие в работах этих двух художников определяется с трудом . В 1490–1491 годах его имя значится в налоговом списке после Вольгемута.